# Michael Heck
Michael Heck (* 8. Juli 1964 in Herborn) ist ein deutscher Komponist und Schlagersänger.

## Leben
Heck begann nach der Schule eine Ausbildung bei der Polizei und arbeitete anschließend als Bereitschaftspolizist. Schon während dieser Zeit musizierte er, arbeitete als DJ und sammelte Erfahrungen mit einer Deutsch-Rock-Band. Nach einigen Jahren quittierte er den Polizeidienst. Seitdem konzentriert er sich auf das Komponieren und Singen. Er verbrachte einige Wochen in Nashville in den USA und wurde dort musikalisch von Joe Melson, dem frühen Co-Autor vieler Roy-Orbison-Hits, betreut. Die meisten seiner Lieder hat er selbst mitgeschrieben.
Seit 2013 ist Heck bei der Plattenfirma MCP Sound & Media unter Vertrag, wo unter anderem eine Coverproduktion alter Ronny-Hits produziert wurde.
In dem Film Dieter Not Unhappy aus dem Jahr 2017 hat er einen Gastauftritt als Schlagermusiker und spielt sich selbst.

## Diskographie
Singles
- 2001 Komm, wir machen das Leben zur Party
- 2001 Oh, Jessie
- 2001 Amore Blue
- 2002 Rosanna
- 2002 Silbervogel
- 2002 Jenny’s Moviestar
- 2003 Wenn du gehst
- 2003 Rocky Mountain Lady
- 2003 Wings Of Love (Auf den Flügeln der Liebe)
- 2005 Vineta

Alben
- 1999 Atlantis
- 2001 Mein Land der Fantasie
- 2003 Flammendes Herz
- 2008 Windsurfer
- 2012 Abenteuer Sehnsucht
- 2013 Michael Heck singt die schönsten Lieder von Ronny
- 2014 Die schönsten Weihnachtslieder von Ronny
- 2016 Die schönsten Heimatschlager fürs Herz
- 2017 So klingt die Heimat
- 2019 Auf den Spuren von Ronny